# Zorotypus
Zorotypus (лат.) — род насекомых семейства Zorotypidae.

## Виды
Типовой вид — Zorotypus guineensis из Западной Африки.
Другие виды встречаются по всему миру, в основном в тропических и субтропических регионах. Четыре вида встречаются к северу от Тропика Рака, два в Америке и другие в Азии и Африке. Ряд видов известные по находкам в составе бирманского янтаря
Род Zorotypus Silvestri, 1913
Подрод Zorotypus Silvestri, 1913
Zorotypus amazonensis Rafael & Engel, 2006 — Бразилия (штат Амазонас)
Zorotypus asymmetristernum Mashimo, 2018 — Кения
Zorotypus caxiuana Rafael, Godoi & Engel, 2008 — Бразилия (штат Пара)
Zorotypus delamarei Paulian, 1949 — Мадагаскар
Zorotypus guineensis Silvestri, 1913 — Гана, Гвинея, Кот-д’Ивуар
Zorotypus shannoni Gurney, 1938 — Бразилия (штаты Амазонас и Мату-Гросу)
Zorotypus vinsoni Paulian, 1951 — Маврикий
†Zorotypus absonus Engel, 2008 — Доминиканская Республика (Миоцен)
†Zorotypus denticulatus Yin, Cai & Huang, 2018
†Zorotypus dilaticeps Yin, Cai, Huang & Engel, 2018
†Zorotypus goeleti Engel & Grimaldi, 2000 — Доминиканская Республика (Миоцен)
†Zorotypus mnemosyne Engel, 2008 — Доминиканская Республика (Миоцен)
†Zorotypus palaeus Poinar, 1988 — Доминиканская Республика (Миоцен)
Подрод †Octozoros Engel, 2003
†Zorotypus acanthothorax Engel & Grimaldi, 2002 — Мьянма (Меловой период)
†Zorotypus cenomanianus Yin, Cai & Huang, 2018 — Мьянма (Меловой период)
†Zorotypus hirsutus Mashimo, 2018 — Мьянма (Меловой период)
†Zorotypus hudae (Kaddumi, 2005) — Jordan (Cretaceous)
†Zorotypus hukawngi Chen & Su, 2019
†Zorotypus nascimbenei Engel & Grimaldi, 2002 — Мьянма (Меловой период)
†Zorotypus pecten Mashimo, 2019
†Zorotypus pusillus Chen & Su, 2019
†Zorotypus cretatus Engel & Grimaldi, 2002 — Мьянма (Меловой период)
†Zorotypus oligophleps Liu, Zhang, Cai & Li, 2018
†Zorotypus robustus Liu, Zhang, Cai & Li, 2018
Zoraptera incertae sedis
Zorotypus congensis Van-Ryn-Tournel, 1971 — Congo (Dem.Rep.)
Zorotypus javanicus Silvestri, 1913 — Indonesia (Java)
Zorotypus juninensis Engel, 2000 — Peru
Zorotypus lawrencei New, 1995 — Christmas Island
Zorotypus leleupi Weidner, 1976 — Ecuador (Galapagos Islands)
Zorotypus longicercatus Caudell, 1927 — Jamaica
Zorotypus newi (Chao & Chen, 2000) — Taiwan
Zorotypus sechellensis Zompro, 2005 — Seychelles
Zorotypus swezeyi Caudell, 1922 — США (Гавайи)